# Kotojedy (železniční zastávka)
Kotojedy je železniční zastávka, která se nachází nedaleko od okraje místní části Kotojedy v k.ú města Kroměříž na trati číslo 305 Kroměříž – Zborovice v km 2,575. V Kroměříži spoje navazují na trať číslo 303 Kojetín – Valašské Meziříčí.
Asi 600 metrů před železniční zastávkou kříží trať tok Kotojedky.

## Historie

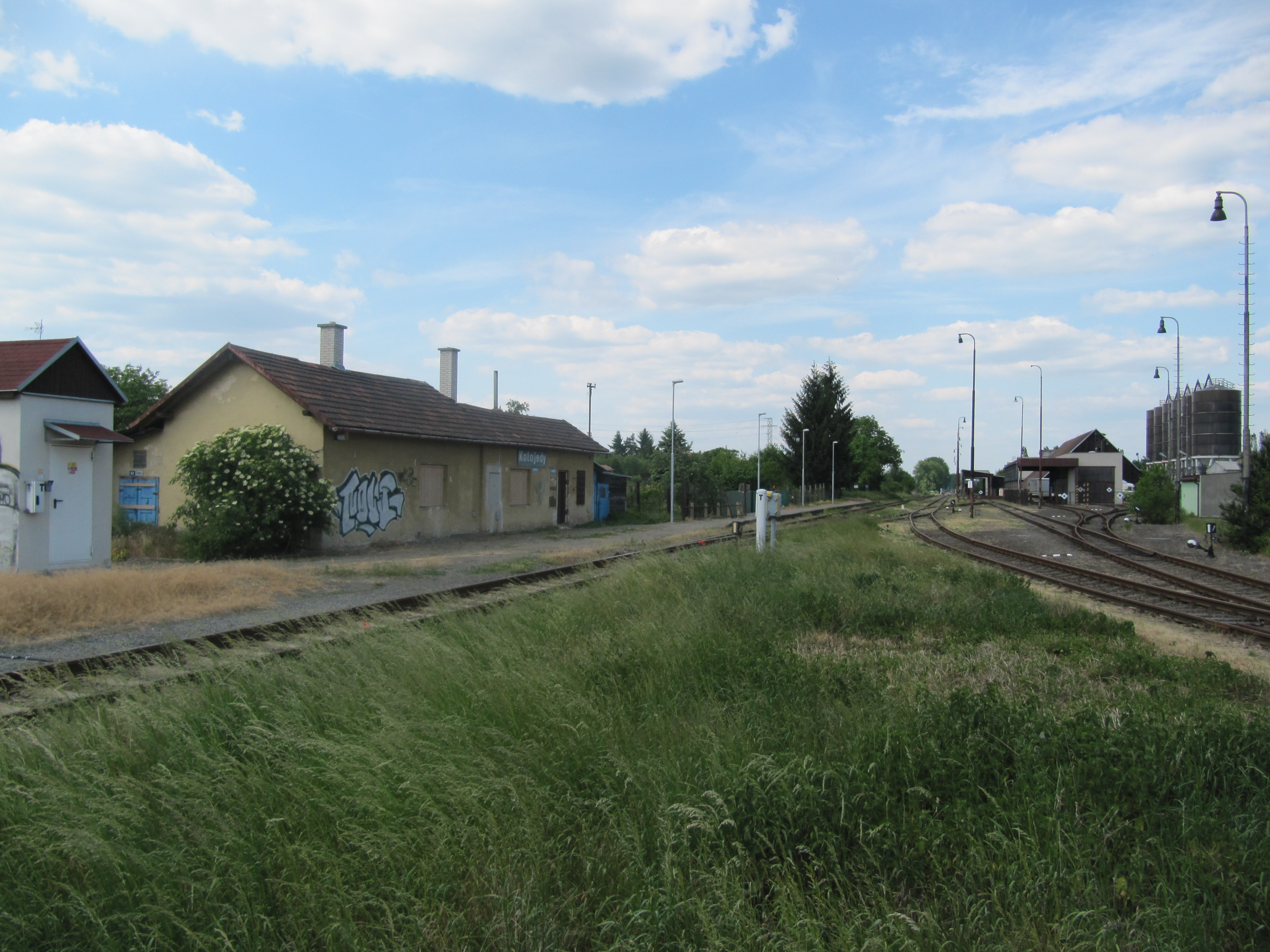
Zastávka Kotojedy v roce 2012

Provoz na trati byl zahájen dne 1. listopadu 1881. Při stavbě železnice narazili dělníci u nádraží na hluboké jámy, které se lišily kulatými červenavými a šedými skvrnami od okolní půdy.
Byly plné kuchyňských odpadků, zbytků kostí a jiných památek na dávné obyvatele. Podrobnějším průzkumem byly nalezeny syenitové kameny, zdobené hrnečky, opotřebované jelení parohy,
ostré pazourkové nástroje na upravování zvířecích kostí, bronzové spony, provrtaná kuželovitá a jehlancovitá závaží k zatížení rybářských sítí.
V roce 1918 se Kroměříž stala velkou nemocnicí. V kasárnách, školách a přistavěných barácích bylo stále 3 000 raněných, kteří byli přiváženi na kotojedské nádraží a po silnici rozváženi do lazaretů.
Někteří byli dovezeni už jen na hřbitov.
V roce 2016 byla budova zastávky zbourána a začátkem roku 2017 nahrazena novou.

## Vlečky
V zastávce Kotojedy výhybkami č. K1 a K9 odbočují z traťové koleje dirigované tratě Zborovice – Kroměříž vlečky „NAVOS, a.s. - vlečka Kotojedy“ a „Moravská kapitálová, a.s.“ (220657).